# Sanaa (gouvernement)
Sanaa is een gouvernement (provincie) in Jemen. Het is gelegen rond de hoofdstad Sanaa.
Sanaa telt 693.217 inwoners op een oppervlakte van 13.850 km².
Abyan · Aden · Ad Dali' · Al Bayda' · Al Hudaydah · Al Jawf · Al Mahrah · Al Mahwit · 'Amran · Dhamar · Hadramaut · Hajjah · Ibb · Lahij · Ma'rib · Raymah · Sa'dah · Sanaa (stad) · Sanaa (gouvernement) · Shabwah · Socotra · Ta'izz